# Гендерсон (округ, Кентуккі)
Шаблон:StateAbbr_ 37°48′ пн. ш. 87°34′ зх. д. / 37.8° пн. ш. 87.57° зх. д.
Округ  Гендерсон (англ. Henderson County) — округ (графство) у штаті  Кентуккі, США. Ідентифікатор округу 21101.

## Історія
Округ утворений 1798 року.

## Демографія
За даними перепису 
2000 року 
загальне населення округу становило 44829 осіб, зокрема міського населення було 26593, а сільського — 18236.
Серед мешканців округу чоловіків було 21671, а жінок — 23158. В окрузі було 18095 домогосподарств, 12570 родин, які мешкали в 19466 будинках.
Середній розмір родини становив 2,93.
Віковий розподіл населення поданий у таблиці:
| Стать    | До 15 років | 15-21 | 22-29 | 30-39 | 40-49 | 50-65 | 65-85 | Понад 85 |
| -------- | ----------- | ----- | ----- | ----- | ----- | ----- | ----- | -------- |
| Чоловіки | 4613        | 2134  | 2193  | 3282  | 3598  | 3496  | 2192  | 163      |
| Жінки    | 4408        | 2118  | 2260  | 3411  | 3713  | 3710  | 3094  | 444      |

## Суміжні округи
- Вандерберг, Індіана — північ
- Воррік, Індіана — північний схід
- Девісс — схід
- Маклейн — південний схід
- Вебстер — південь
- Юніон — захід
- Поузі, Індіана — північний захід

## Виноски
1. ↑  U.S. Decennial Census. United States Census Bureau. Архів оригіналу за 26 квітня 2015. Процитовано 16 серпня 2014.
2. ↑  Historical Census Browser. University of Virginia Library. Архів оригіналу за 11 серпня 2012. Процитовано 16 серпня 2014.
3. ↑  Population of Counties by Decennial Census: 1900 to 1990. United States Census Bureau. Архів оригіналу за 13 жовтня 2014. Процитовано 16 серпня 2014.
4. ↑  Census 2000 PHC-T-4. Ranking Tables for Counties: 1990 and 2000 (PDF). United States Census Bureau. Архів оригіналу (PDF) за 18 грудня 2014. Процитовано 16 серпня 2014.
5. ↑  State & County QuickFacts. United States Census Bureau. Архів оригіналу за 7 червня 2011. Процитовано 8 березня 2014.(англ.) Наведено за англійською вікіпедією.
6. ↑  American FactFinder. Бюро перепису населення США. Архів оригіналу за 21 травня 2008. Процитовано 31 січня 2008.

| США | Це незавершена стаття з географії США. Ви можете допомогти проєкту, виправивши або дописавши її. |